# Georg Geisenhof
Georg Maximilian Geisenhof OSB (* 14. Oktober 1780 in Vils (Tirol); † 18. September 1861 in Unterkirchberg) war ein Benediktinermönch der ehemaligen Reichsabtei Ochsenhausen. Er schrieb 1829 anonym eine Chronik über das 1803 aufgelöste Kloster Ochsenhausen, unter dem Titel Kurze Geschichte des vormaligen Reichsstifts Ochsenhausen in Schwaben.

## Leben
Getauft auf den Namen Max Benedikt, wuchs Geisenhof als Sohn des Josef Marian Geisenhof und der Anna Maria Gutheinz, in dem kleinen Außerferner Städtchen Vils auf. Er trat 1799 unter Abt Romuald Weltin in das damals zu Vorderösterreich gehörende Kloster Ochsenhausen in Oberschwaben ein. In den Profeßlisten wird er als Professor der Philosophie und Musiklehrer geführt. Nach der Säkularisation 1803 führte er seine Studien in Würzburg fort. Von 1809 an war er Pfarrer und Schulinspektor in Wiblingen. Seit 1819 wirkte er als Pfarrer in Unterkirchberg bei Ulm, wo er 1861 als letzter Konventuale des Klosters Ochsenhausen verstarb und begraben ist.

## Chronik

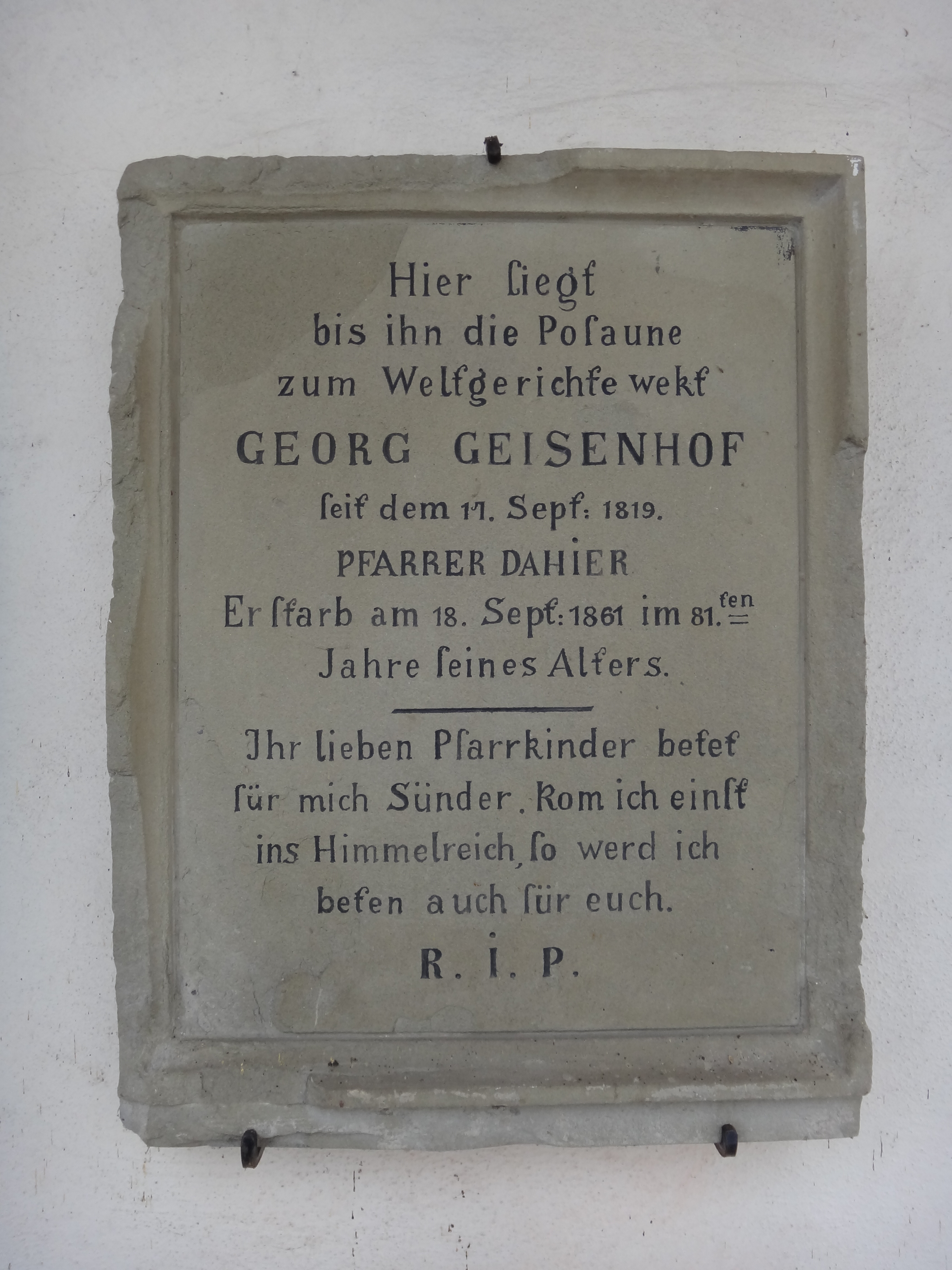
Grabstein Geisenhofs in Unterkirchberg (2013)

Seine Chronik gilt auch einhundertfünfzig Jahre nach dem Erscheinen als die umfassendste Darstellung der Geschichte des Stifts. Der kleine reichsunmittelbare Gottesstaat mit seinen 255 Quadratkilometern Fläche und 8665 Einwohnern und einem erwirtschafteten Jahresertrag von 120.000 Gulden nahm damals nach dem ebenfalls benediktinischen Kloster Weingarten in Oberschwaben die zweite Stelle ein. Die Chronik endet mit düsteren Worten über das zum Absterben bestimmte ehemalige mächtige Reichsstift:

„Doch itzt ist alles stille und verlassen. Bald wird die mächtige Zerstörerin – die Zeit – den herrlichen Palast umfassen, zerbrechen und verwandeln in Ruin.“

Seine Prognose trat allerdings – zumindest was die Gebäude angeht – nicht ein: Die Klostergebäude erstrahlen heute im Besitz des Landes Baden-Württemberg als Landesakademie für die musizierende Jugend in hellem Glanz.

## Werke
- Kurze Geschichte des vormaligen Reichsstifts Ochsenhausen in Schwaben. Ganser, Ottobeuren 1829; archive.org.
- Geistliche im Landkapitel Laupheim und Wiblingen. Nekrolog. Isele, Konstanz 2004.